# Ерофеев, Владимир Иванович (дипломат)
Влади́мир Ива́нович Ерофе́ев (9 октября 1920 — 18 июля 2011) — советский дипломат, личный переводчик И. В. Сталина с французского языка.

## Биография

### Ранние годы
Поступил на филфак Ленинградского государственного университета. Окончил Московский государственный педагогический институт иностранных языков (МГПИИЯ) (1941).

### Карьера
- В 1942—1944 годах — сотрудник миссии СССР в Швеции, помощник посла. «Моим учителем дипломатии была Александра Михайловна Коллонтай, — с законной гордостью много раз говорил мне отец», — писал сын В. И. Ерофеева В. В. Ерофеев.
- В 1944—1949 годах — сотрудник центрального аппарата НКИД (с 1946 — МИД) СССР.
- В 1949—1955 годах — помощник первого заместителя председателя СМ СССР В. М. Молотова.
- В 1955 году — помощник министра иностранных дел СССР.
- В 1955—1959 годах — советник посольства СССР во Франции. На этом посту вёл переговоры с вдовой писателя Ивана Бунина, от которой получил для передачи в Москву 11 томов сочинений Бунина (с его личной правкой)[3]. Через Ерофеева Бунина получила также от советской власти гонорар в 5 тысяч инвалютных рублей за изданный в СССР в 1955 году сборник рассказов Бунина[3].
- В 1959—1962 годах — заместитель заведующего I Европейским отделом МИД СССР.
- С 14 января 1963 по 25 августа 1966 года — чрезвычайный и полномочный посол СССР в Сенегале[4].
- С 25 сентября 1965 по 25 августа 1966 года — чрезвычайный и полномочный посол СССР в Гамбии по совместительству[5].
- В 1966—1970 годах — на ответственной работе в центральном аппарате МИД СССР.
- В 1970—1975 годах — заместитель генерального директора ЮНЕСКО.
- В 1975—1979 годах — постоянный представитель СССР при международных организациях в Вене.
- С 1979 года — на ответственной работе в центральном аппарате МИД СССР.

Имел дипломатический ранг чрезвычайного и полномочного посла.
Скончался 18 июля 2011 года в Москве после продолжительной болезни, похоронен на Ваганьковском кладбище.

## Отзывы
Сын В. И. Ерофеева, Виктор Ерофеев, в своём романе «Хороший Сталин» описал, как из-за его участия в самиздатском альманаха «Метрополь» пострадала дипломатическая карьера отца. Там же он отмечал: «отец искренне верил в преимущества советской системы перед капитализмом, мечтал о мировой революции». В 2023 году он сказал об отце: «Он уже много лет был человеком демократических взглядов. Он всегда был очень тонким человеком. Просто в какой-то юношеский момент он считал, что эта утопия коммунистическая, несмотря на все чудовищности, может продвинуть людей в сторону, я бы сказал, метафизической однозначности, к добру».

## Награды
- орден Трудового Красного Знамени
- орден Красной Звезды (5 ноября 1945)

## Семья
Женился в 1946 году. Сыновья: Ерофеев, Виктор Владимирович (род. 1947), писатель, Ерофеев, Андрей Владимирович (род. 1956), искусствовед и куратор выставок.